# معدن مس سونگون

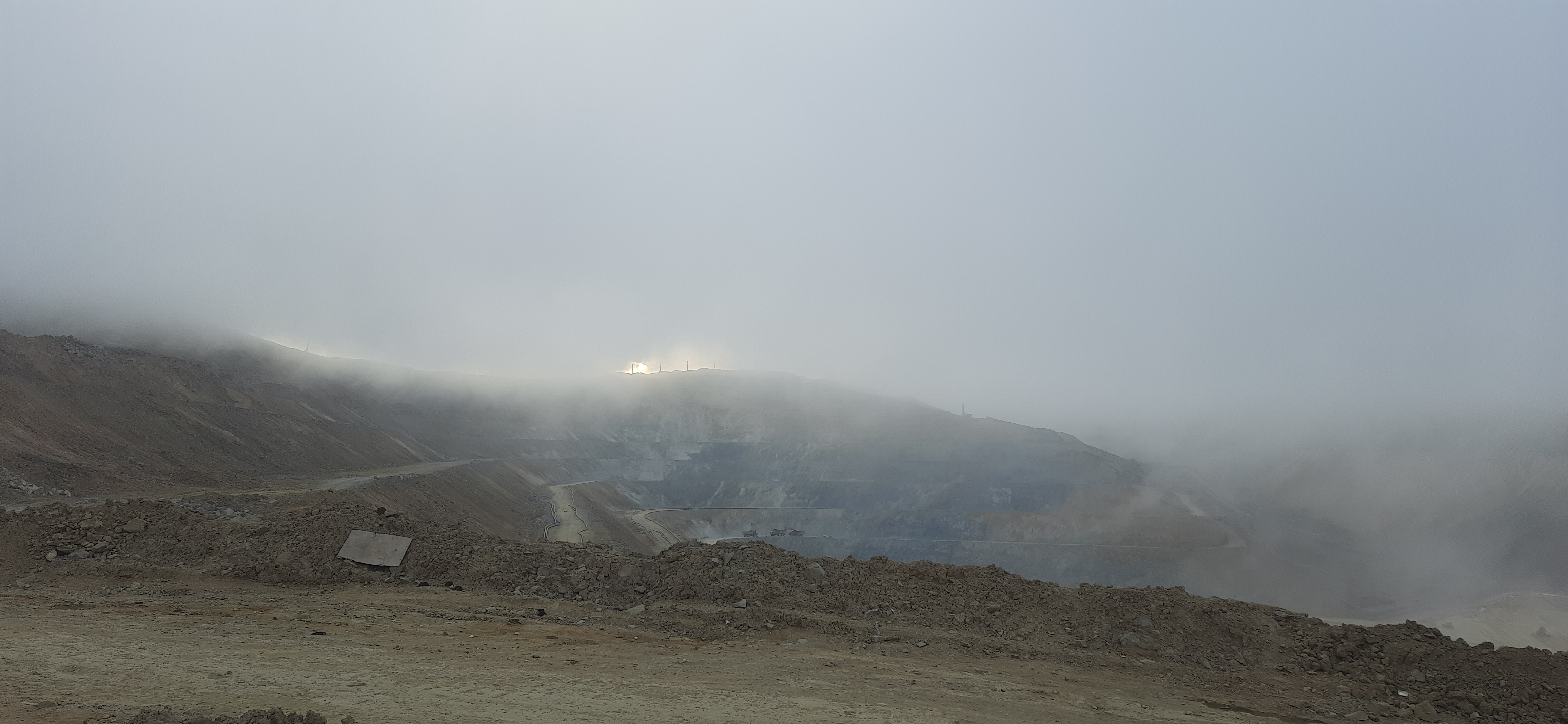
مجتمع مس سونگون پروژه هیپ لیچینگ

معدن مس سونگون در شهرستان ورزقان و شمال غرب ایران و ناحیه مرتفع و با تنوع زیستی متنوع در استان آذربایجان شرقی واقع گردیده است. کانسار این مجتمع در یک منطقه کوهستانی با ارتفاع متوسط ۲۰۰۰ متر بالای سطح دریا و در بخشی از رشته کوه‌های قره داغ قرار گرفته است و حداکثر ارتفاع محدوده معدن از سطح دریا ۲۷۰۰ متر می‌باشد. رودخانه‌های پخیر و سونگون در منطقه معدن جریان دارد که پس از پیوستن به رودخانه میان کافه، رودخانه ایلقنا را تشکیل می‌دهد که در نهایت به رودخانه مرزی ارس می‌رسد. نزدیکترین راه دسترسی به منطقه جاده تبریز-خواجه-ورزقان می‌باشد. که ارزش ذخایر آن ۳۲۰ میلیارد دلار برآورده شده است و یک درصد ذخیره مس دنیا و ۵۲ درصد ذخایر مس کشورمان را در دل خود جای داده است به لحاظ بزرگی، ظرفیت و تناژ تولیدی به تنهایی دومین قطب مس در کشور است. طبق اعلام مدیرعامل شرکت مس آذربایجان: براساس جدیدترین اکتشافات انجام گرفته معدن مس سونگون بزرگ‌ترین معدن مس ایران شده است.
و کارخانه تولید مس سونگون در موقعیت روستای تخریب شده سونگون (به دلیل وجود منابع معدنی) واقع در استان آذربایجان شرقی واقع شده و فاصله این کانسار از شهر تبریز ۱۳۰ کیلومتر، و از ورزقان ۳۰ کیلومتر بوده و در محدوده روستای تخریب شده سونگون ورزقان واقع است.
این معدن در یک منطقه کوهستانی با متوسط ارتفاع ۲۰۰۰ متر بالای سطح دریا واقع شده و در شمال باختری ایران بر روی کمربند مس جهانی قرار دارد. این کانسار به صورت توده نفوذی، بر روی رشته کوه‌های ارسباران (قره داغ) قرار گرفته است. این رشته کوه‌ها با ۸۰ کیلومتر عرض بخشی از کمربند آندزیتی آلپ- هیمالیا می‌باشند. رشته کوه‌های مزبور از سمت شرقی از انتهای کوه‌های تالش، جنوب شهرستان گرمی شروع شده و با روند غربی - شرقی از سوی غرب به رشته کوه‌های قفقاز در جمهوری آذربایجان و ارمنستان و نیز آناتولی در ترکیه می‌پیوندد. در واقع این رشته کوه‌ها دنباله رشته کوه‌های قفقاز کوچک می‌باشند. بلندترین و مرتفع‌ترین نقطه این رشته کوه ۲۴۶۰ متر و پست‌ترین نقطه آن ۱۷۰۰ متر می‌باشد، بدین ترتیب اختلاف ارتفاع در محدوده معدن حدود ۷۵۰ متر می‌باشد که سبب ایجاد توپوگرافی شدید و دامنه‌های پرشیب شده است.
کانی سازی اصلی کانسار شامل کانی‌های مس و مولیبدن است و دومین تولیدکننده مس ایران می‌باشد.
ذخیره احتمالی این معدن بیش از پنج میلیارد تن و ذخیره قابل استخراج آن (با توجه به اکتشافات انجام گرفته) حدود ۷۹۶ میلیون تن برآورد شده است که در مجموع کل ذخایر قطعی، احتمالی و ممکن در محدوده کانسار سونگون ورزقان حدود ۱/۷میلیارد تن سنگ مس با عیار ۰/۶۱٪ است. در این معدن غیر از فلز با ارزش مس، مولیبدن، طلا، نقره و دیگر عناصر با اهمیت به صورت فلزات همراه وجود دارند.
تا کنون طی عملیات اکتشافی، بیش از ۱۷۶٬۰۰۰ گمانه و ۷ تونل با مقطع ۴ متر مربع حفر شده است که این حفاری‌ها هم‌اکنون جهت افزایش دقت مدل عیاری و زمین‌شناسی ادامه دارد. بر اساس آخرین حفاری‌های اکتشافی ذخیره زمین‌شناسی سونگون ۱۶۶٫۱ میلیارد تن با عیار ۵۸٫۰ درصد می‌باشد. توده معدنی توسط یک سری دایک با روند NW تا NNW با شیب حدود ۶۰درجه قطع شده است. این دایک‌ها بعد از کانی سازی نفوذ کرده‌اند و اکثراً عقیم می‌باشند. سنگ‌های ولکانیکی (تراکیت و پیروکلاستیک) در جنوب پیت معدن دیده می‌شوند که روی ماده معدنی را پوشانده‌اند. زون اسکارن در قسمت شمال و شمال شرقی پیت معدن در منتاکت با آهک ایجاد شده و شامل کانی زایی سلفیدی اقتصادی مس می‌باشد.

## تاریخچه معدن مس سونگون ورزقان
سابقه معدنکاری در سونگون به دو قرن پیش (دوره قاجاریه) برمی‌گردد. آثار فعالیت‌های قدیمی به صورت استخراج زیر زمینی در امتداد طول رودخانه سونگون در محدوده پرعیار بوده است. بهره‌برداری از سنگ‌های پرعیار مس تا سال ۱۳۵۱ متناوباً انجام گرفته است.
عملیات اکتشافی با استفاده از روش‌های نوین و وسایل و تجهیزات جدید از سال ۱۳۲۵ شروع و تا سال ۱۳۵۶ ادامه داشته است. در سال ۱۳۵۶ وجود ذخایر مس از نوع پرفیری توسط کارشناسان زمین‌شناسی کشور محرز گردید. بطوری که در سال ۱۳۷۰ طبق عملیات اکتشافی، ژئو شیمی و ژئو فیزیکی توسط شرکت اولنگ و ایتوک، وجود آنومالی‌های قوی مس و مولیبدین قطعی شد. مطالعات امکان‌پذیری مقدماتی در سال ۱۳۷۰ توسط شرکت SNC کانادا و در سال ۱۳۷۴ توسط شرکت ایتوک انجام شد.
نخستین گمانه کانسار در سال ۱۳۶۸ حفر شد و از سال ۱۳۶۸ تا سال ۱۳۷۱ اکتشافات نیمه تفضیلی توسط شرکت معدنکاری اولنگ و یک شرکت انگلیسی با حفر ۷ دهنه تونل اکتشافی با سطح مقطع ۴ مربع و متراژ کل ۲۵/۲۲۲۴ متر عملیات اکتشافی را ادامه و نیز گمانه‌هایی طی سالهای ۱۳۷۰ تا سال ۱۳۷۱ در بخش شرقی و شمال شرقی توده کانسار تا اسکارن شمالی ۳۰ حلقه گمانه به عمق ۳۰۰۰ متر حفر گردید، تا پارامترهای لازم برای تخمین و برآورد ذخیره، توسط شرکت‌های مزبور فراهم شد.
عملیات پیش باطله نیز از سال ۱۳۷۲ توسط شرکت ترانشه معدن، آغاز و همزمان با انجام اکتشافات تکمیلی و تفضیلی به کمک شرکت‌های مشاور پارس اولنگ و شرکت Rıo tıntı در سال ۱۳۷۸ به پایان رسید.

## زمین‌شناسی کانسار سونگون
کانسار مس سونگون در زون آتشفشانی ارومیه – دختر که بخشی از کمربند متالوژی آلپ هیمالیاست، قرار دارد. ذخیره این کانسار از نوع مس پورفیری می‌باشد. سنگ میزبان کانی سازی کوارتز مونزونیت متعلق به دوران سوم زمین‌شناسی می‌باشد. کانی‌های عمده کالکوسیت، کالکوپیریت، بورنیت و کولیت می‌باشند.